# Sun, Sand & Romance
Sun, Sand & Romance is een Amerikaanse romantische familiefilm uit 2017 onder regie van Mark Rosman, met in de hoofdrollen Tricia Helfer, Paul Campbell en Scott Elrod. De film werd voor het eerst uitgezonden op Hallmark Channel.

## Verhaal
Kate Mitchell is een gedreven boekhoudster die samen met haar vriend Eric, een even ambitieuze manager, naar Cancún vertrekt voor wat broodnodige rust en ontspanning. Ze hadden afgesproken dat hun vakantie voor 90% uit romantiek zou bestaan en slechts 10% uit werk, maar bij aankomst ontdekt Eric dat een vooraanstaande vastgoedontwikkelaar te gast is in hun vakantieoord. Hij grijpt zijn kans om zaken te doen en laat Kate keer op keer aan haar lot over. Gelukkig is Shep, de hoofdanimator van het resort en een oude vriend van Kate uit haar tijd als kampbegeleidster, meer dan bereid om haar verblijf te vullen met plezier en avontuur. Naarmate de oude vrienden meer tijd samen doorbrengen en de banden weer aanhalen, wordt Kate herinnerd aan haar dromen en vraagt ze zich af of het tijd is om haar leven om te gooien.

## Rolverdeling
| Acteur           | Personage       |
| ---------------- | --------------- |
| Tricia Helfer    | Kate Mitchell   |
| Paul Campbell    | Michael Shepard |
| Scott Elrod      | Eric            |
| Tim Russ         | Gus Van Houtten |
| Rafael Simón     | Bob             |
| Sadie Robertson  | Chloe           |
| Heidi Fielek     | Sally           |
| Daniel Tirado    | Finn            |
| Isabella Tirado  | Josephine       |
| Tonja Henricksen | Reception Clerk |